# Контрактова площа (станція метро)
50°27′54″ пн. ш. 30°31′0″ сх. д. / 50.46500° пн. ш. 30.51667° сх. д.
«Контракто́ва пло́ща» — 17-та станція Київського метрополітену. Розташована на Оболонсько-Теремківській лінії між станціями «Тараса Шевченка» та «Поштова площа». Відкрита 17 грудня 1976 року під назвою «Червона площа».

## Конструкція
Конструкція станції — колонна трипрогінна мілкого закладення з острівною платформою.
Колійний розвиток: 6-стрілочні оборотні тупики з боку станції «Тараса Шевченка».
Зал з обох боків сполучений з підземними вестибюлями, що виходять у підземні переходи. Південний вихід обладнаний сходами і двострічковим одномаршевим ескалатором, підземний перехід виходить на Контрактову площу і Спаську вулицю. Північний вихід має сходи, підземний перехід виходить до вулиць Верхній вал і Нижній вал. Наземні вестибюлі відсутні.

## Опис
Особливості конструкції — надтонкі колони з металу, які навіть при облицюванні мармуром виглядають незвично вузькими.
Станцію збудовано на однойменній площі Подолу, в одному з найдавніших місць Києва — в районі вулиць Верхній та Нижній вали, Хорива. Історія цього району міста знайшла своє відображення в архітектурно-художньому оформленні станції метро.

## Розташування
Станція є важливою частиною транспортного сполучення в місті. Зокрема, неподалік розташована автостанція «Поділ», звідки вирушають автобуси в передмістя. Трамваями можна дістатися до залізничного вокзалу, Дегтярівської вулиці, станції метро «Берестейська», Відрадного масиву, Куренівки, площі Шевченка та Пуща-Водиці. Звідси вирушають маршрутні таксі на Троєщину, Рибальський острів, Академмістечко, Лук'янівку, Печерськ тощо.

## Пасажиропотік
| Рік                           | 2009 | 2011 | 2012 | 2013 | 2014 | 2015 | 2016 | 2017 | 2018 |
| ----------------------------- | ---- | ---- | ---- | ---- | ---- | ---- | ---- | ---- | ---- |
| Пасажиропотік, тис. осіб/добу | 42,1 | 41,3 | 42,0 | 43,7 | 41,0 | 39,4 | 39,5 | 41,0 | 41,7 |

## Галерея

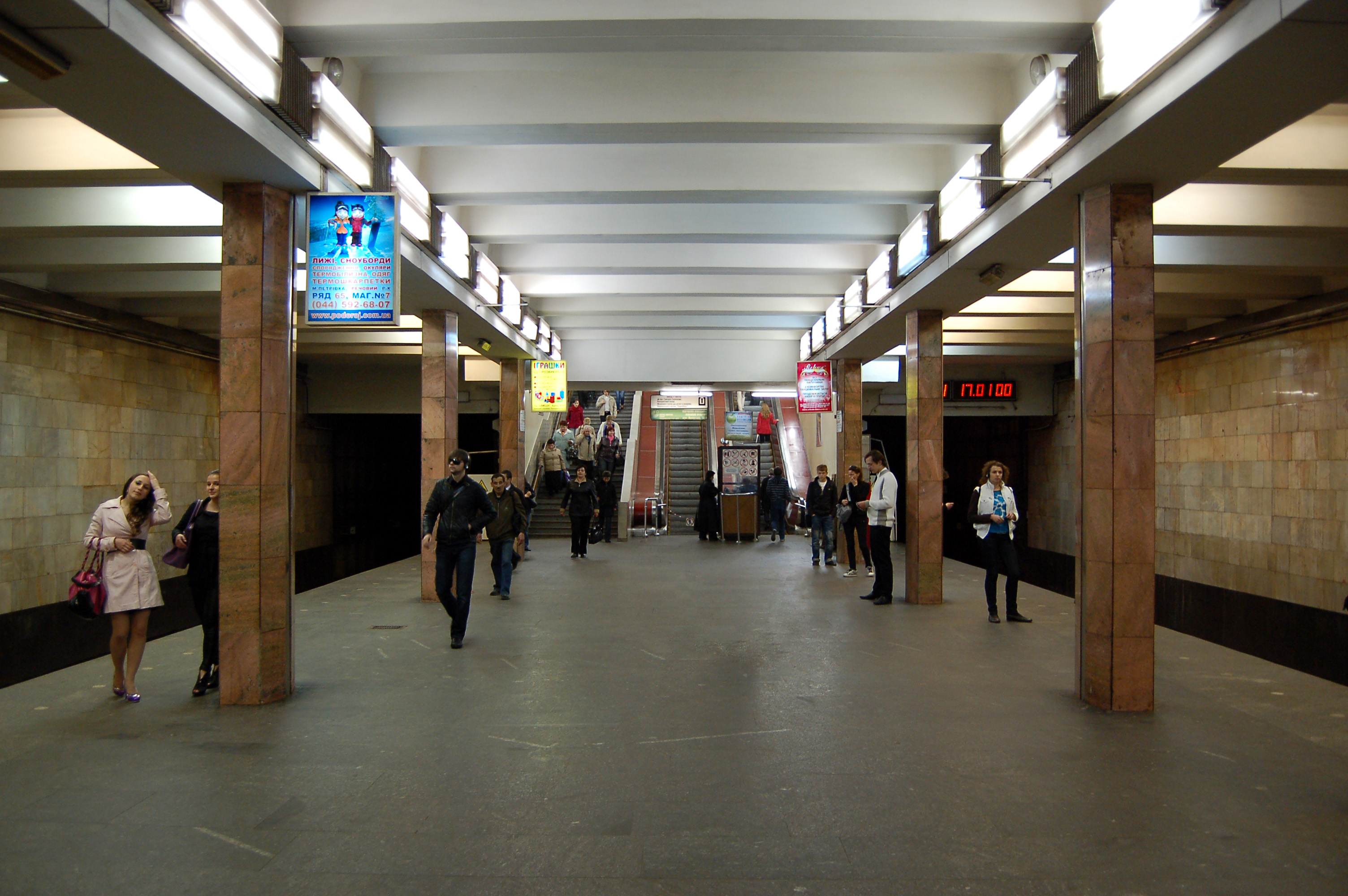
Платформа, вигляд в південний бік
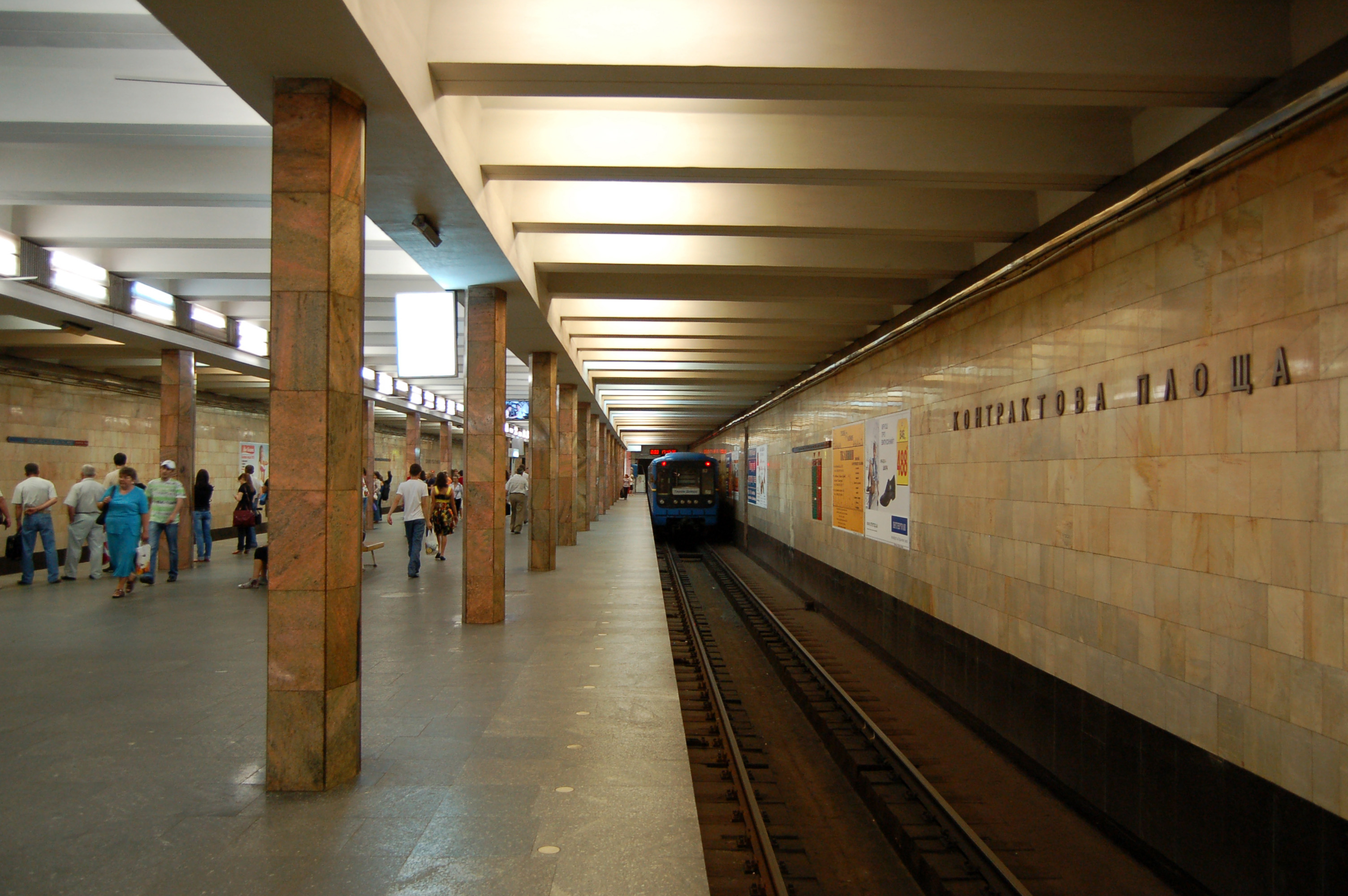
Посадкова платформа
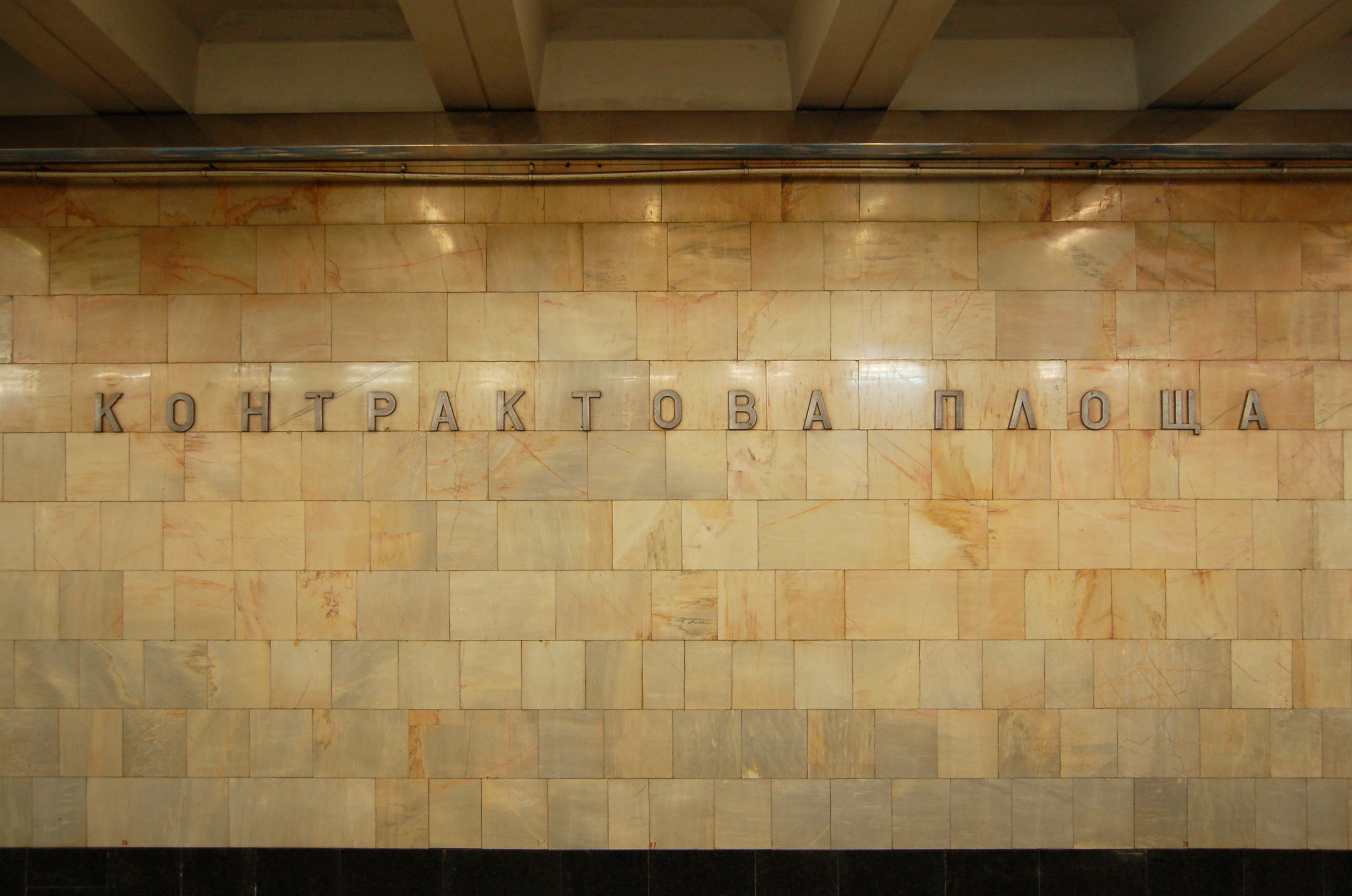
Назва станції на колійній стіні
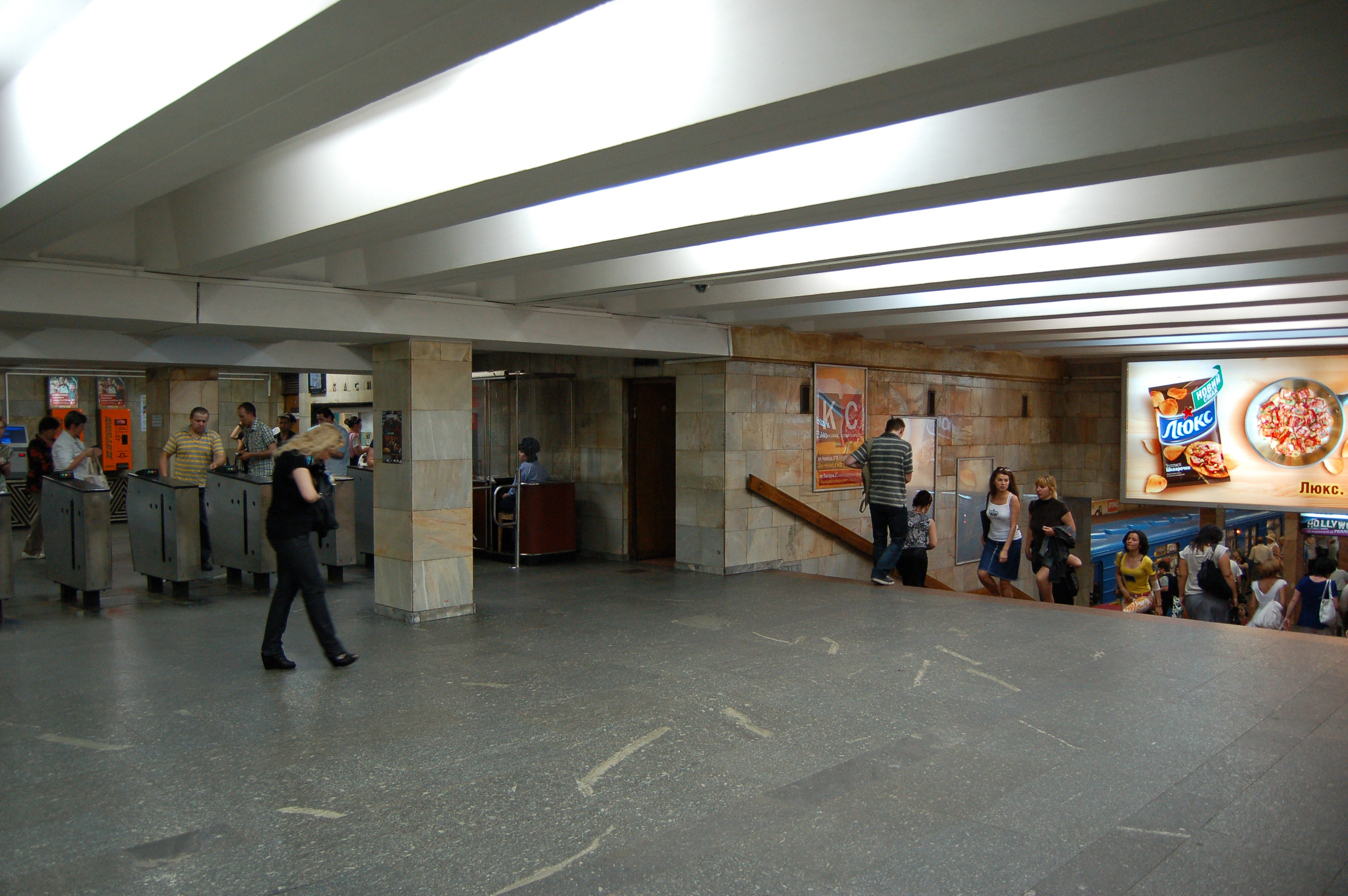
Підземний вестибюль — касовий зал
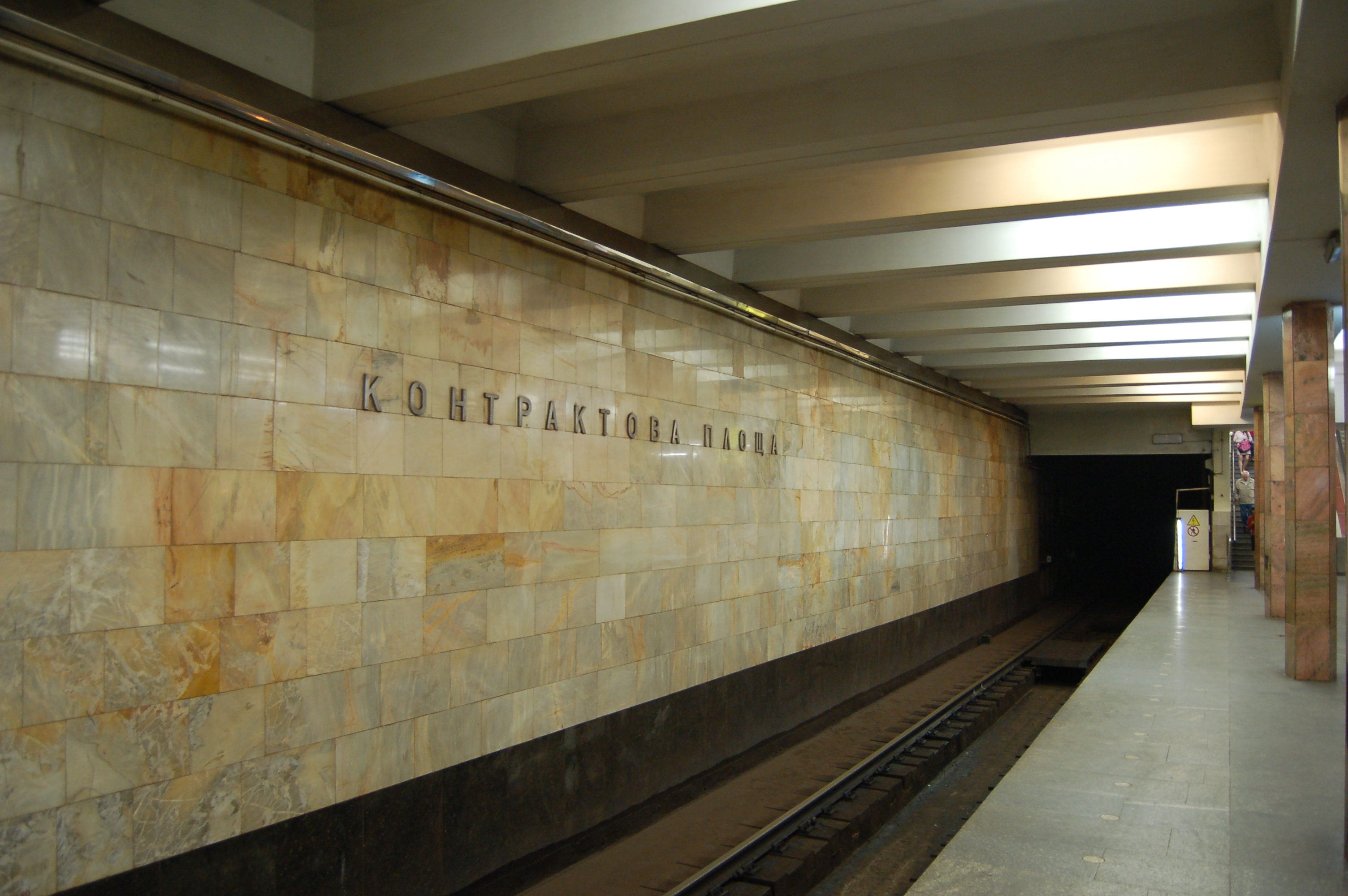
Посадкова платформа
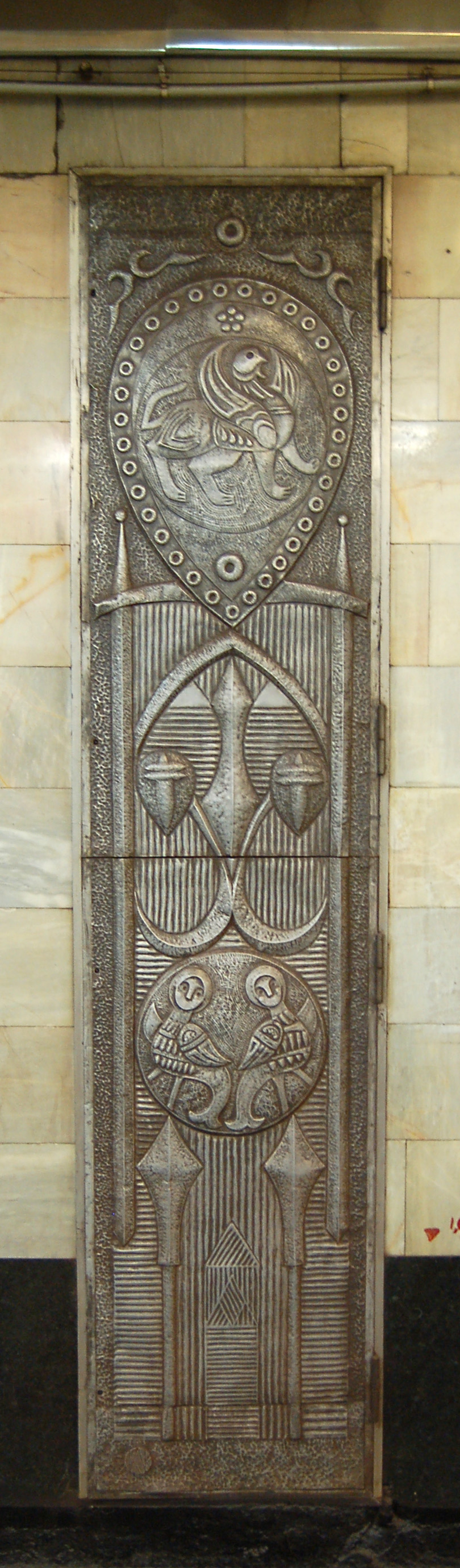
Дверцята на колійній стіні, перша колія
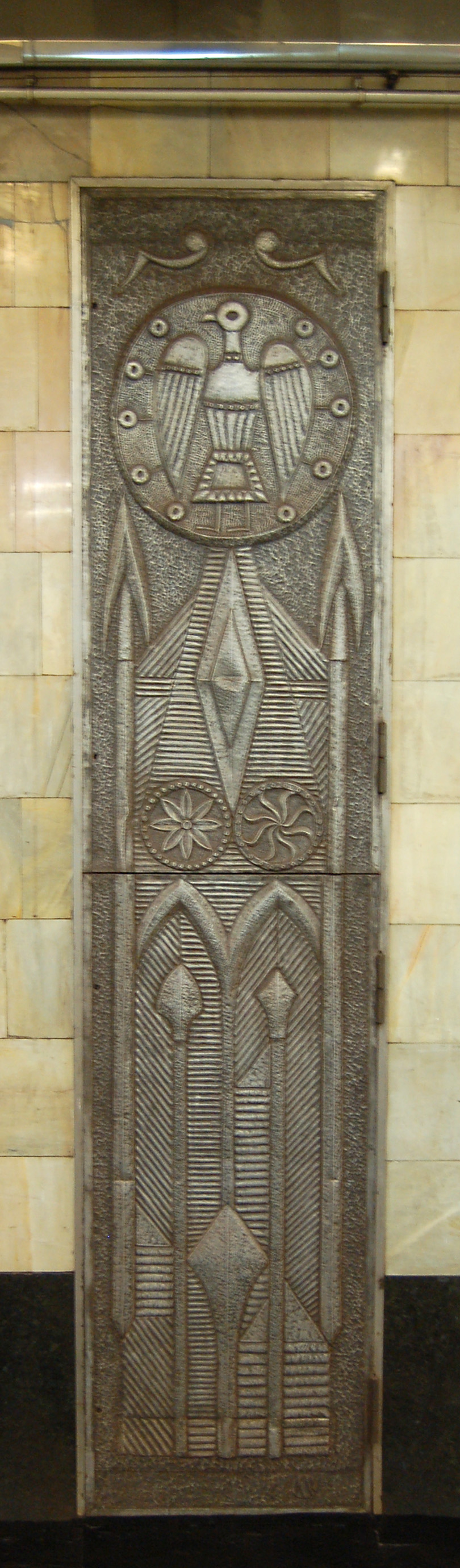
Дверцята на колійній стіні, друга колія
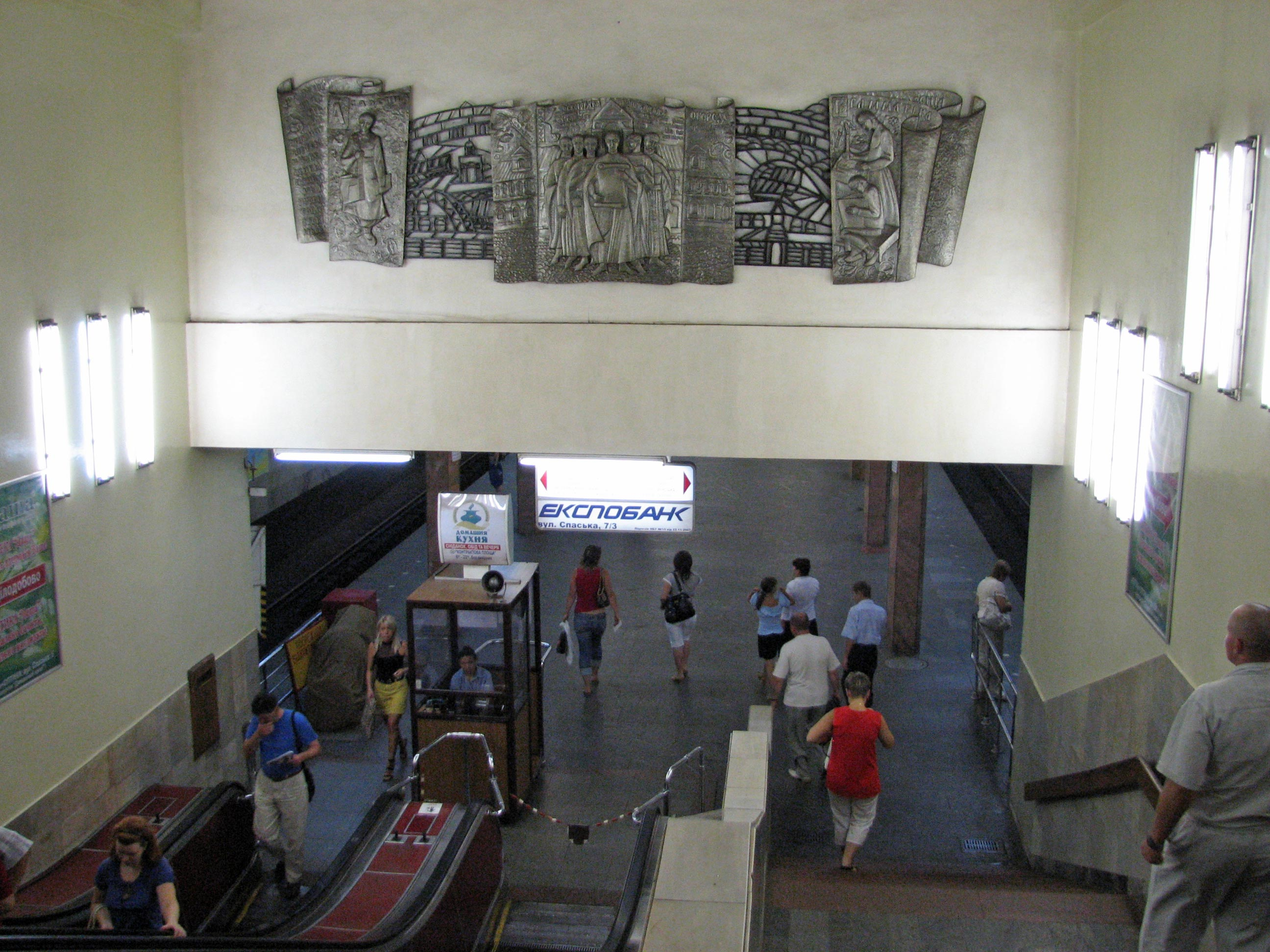
Барельєф на південному вході
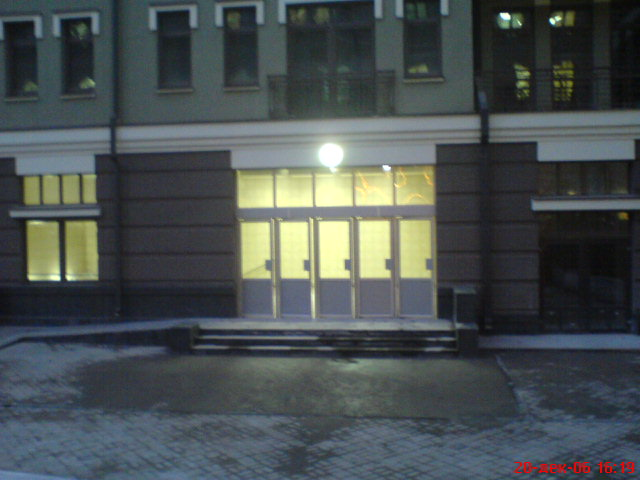
Новий вихід зі станції